# Opius luteipes
Opius luteipes är en stekelart som först beskrevs av Szepligeti 1914.  Opius luteipes ingår i släktet Opius och familjen bracksteklar. Inga underarter finns listade i Catalogue of Life.